# Јевлашки рејон
Јевлашки рејон (азер. Yevlax rayonu), једна је од 78 административно-територијалних јединица Азербејџана. Налази се у пределу региона Аран. Административни центар рејона се налази у граду Јевлах. 
Јевлашки рејон обухвата површину од 1.540 km² и има 119.600 становника (подаци из 2011). 
Административно, рејон се даље дели у 32 мање општина.